# Paliszyna
Paliszyna (biał. Палішына) – wieś we wschodniej Białorusi, w sielsowiecie Lenina rejonu horeckiego w obwodzie mohylewskim.

## Geografia
Miejscowość położona jest przy granicy z Rosją (0,5 km od wsi Cerkowiszcze), 12,5 km od centrum administracyjnego osiedla wiejskiego (Lenina), 22,5 km od centrum administracyjnego rejonu (Horki), 82,5 km od Mohylewa.

## Demografia
W 2009 r. miejscowość liczyła sobie 8 mieszkańców.